# رادوتسی
رادوتسی (به بلغاری: Radevtsi) یک منطقهٔ مسکونی در بلغارستان است که در تریاونا واقع شده‌است.